# Ellen van der Ploeg
Elly Corry „Ellen“ van der Ploeg (* 14. Januar 1923 in Den Haag; † 6. Februar 2013 in Oss) war ein niederländisches Opfer und Zeitzeugin der Zwangsprostitution in Bordellen für Soldaten der Kaiserlich Japanischen Armee während des Zweiten Weltkriegs. Sie war eine von geschätzt rund 200.000 Frauen aus verschiedenen Ländern, die euphemistisch „Trostfrauen“ genannt wurden und eine der wenigen in den Niederlanden, die ihre Erlebnisse öffentlich gemacht hat.

## Biographie

### Jugendjahre
Ellen van der Ploeg war das älteste von drei Kindern des Grafikers und Ladenbesitzers Frits Constant van der Ploeg aus Arnhem (1895–1943) und von dessen Frau Geertruida „Truus“ Frederika Timboling (1898–1984). Die Mutter stammte aus Surabaya und war bei Ursulinen aufgewachsen. Ellen wurde in Den Haag geboren, wo ihre Großeltern väterlicherseits zu dieser Zeit lebten, während ihre jüngeren Geschwister wie die Mutter in Surabaya geboren wurden. In Jember, einer Stadt in Ostjava, eröffneten Ellens Eltern einen Gemischtwarenladen.
Nach ihrem Schulabschluss zu Beginn des Jahres 1942 wollte Ellen van der Ploeg ihre erste Stelle in Surabaya antreten. Angesichts des Ausbruchs des Krieges war der Vater jedoch der Meinung, sie solle diese nicht antreten, da die Familie in diesen Notzeiten zusammenbleiben müsse. Ellen fand eine Stelle in Jember, dem Ort, in dem auch ihre Eltern lebten. Ihr Vater wurde als Reservist des Koninklijk Nederlandsch-Indisch Leger (KNIL) eingezogen und geriet kurz nach der Kapitulation des KNIL am 8. März 1942 in japanische Kriegsgefangenschaft.

### Lager und Zwangsprostitution
Truus van der Ploeg und ihre Kinder blieben zunächst unbehelligt. Im März 1943 sollten die Kinder dann interniert werden, die Mutter allerdings nicht, da sie keine gebürtige Niederländerin war; sie begleitete die Kinder freiwillig. Zusammen mit Tausenden Kindern und Frauen wurde die Familie in einem Lager in Semarang gefangen gehalten. Das Leben in den Lagern war überaus hart, da es von Hunger, mangelnder Hygiene, fehlender medizinischer Versorgung und engen Räumlichkeiten geprägt war.
Im Februar 1944 wurden Ellen van der Ploeg und weitere 14 junge Frauen ausgewählt, um, so die vorgeschobenen Begründungen, Verwaltungsarbeit zu leisten oder in einer Zigarettenfabrik zu arbeiten. Die Frauen waren zunächst froh, das Lager verlassen zu können. Sie wurden aber anschließend in einer Villa in einem noblen Stadtteil von Semarang festgehalten, die als Bordell diente. Drei Monate lang wurde van der Ploeg zum Geschlechtsverkehr mit japanischen Soldaten gezwungen. Später berichtete sie,  sie habe sich immer bekleidet aufs Bett gelegt und sei quasi „aus sich herausgetreten“, um nicht geistig anwesend zu sein. Eine Schwangerschaft musste sie nicht befürchten, da sie wegen Hungers keine Periode bekam. Die ganze Zeit lang trug sie stets dasselbe weiße Kleid, bedruckt mit grünen Farnen. Als das Bordell Ende Mai 1944 geschlossen wurde und die Frauen mit einem Bus zurück in das Lager gebracht wurden, warf sie das Kleid aus dem Fenster.
Die japanischen Besatzer konzentrierten die Familien, deren Töchter sie zur Prostitution gezwungen hatten, zunächst in zwei Lagern in Bogor und später in Kramat (Djakarta). Dort lebte bereits eine Gruppe von Frauen, die sich freiwillig bei den Japanern prostituierte. Die „Trostfrauen“ − ein japanischer Euphemismus, den van der Ploeg stets ablehnte – wurden in einer separaten Abteilung untergebracht und wie der „schlimmste Abschaum“ behandelt. Keine der Frauen sprach später über ihre Erfahrungen. Van der Ploeg berichtete nur ihrer Mutter von ihren Erlebnissen. Diese riet ihr, zu schweigen und zu versuchen, alles möglichst schnell zu vergessen.

### Nach dem Krieg
Das Lager wurde Ende August 1945 befreit. Die Familie erfuhr, dass der Vater Frits Constant van der Ploeg im November 1943 getötet worden war, als das japanische Transportschiff, auf dem er sich mit 539 anderen Kriegsgefangenen befand, von einem US-amerikanischen U-Boot Alliierten torpediert worden war. Wenige Wochen nach ihrer Befreiung wurden die van der Ploegs erneut für ein Jahr interniert, nun von indonesischen Nationalisten. Bevor die Familie das Land verließ, veranlasste Truus van der Ploeg die schriftliche Erklärung einer hohen Militärbehörde in Jakarta, dass ihre Tochter zur Prostitution gezwungen worden war. Ellen van der Ploeg hat diesen schriftlichen Beweis für ihre Kriegsgeschichte nie verwendet, sondern als Erinnerung behalten.
1946 kehrten die van der Ploegs zurück in die Niederlande. Ellen war ein Jahr lang wegen einer Geschlechtskrankheit, die sie sich als Zwangsprostituierte zugezogen hatte, in Behandlung bei einem Gynäkologen, ohne aber jemals mit ihm über die Ursachen zu sprechen. Im Jahr 1953 heiratete sie den 20 Jahre älteren Juden Henri Davy Frankfort, der den Krieg versteckt überlebt hatte. Nach zehn Jahren trennte sich das kinderlose Paar.
Erst als Ellen van der Ploeg 1964 wegen Gebärmutterhalskrebs erneut eine – diesmal weibliche – Gynäkologin aufsuchte, konnte sie über ihre Erlebnisse im Krieg sprechen. Anfang der 1990er Jahre berichteten drei koreanische Frauen öffentlich über die Zwangsprostitution, und die Niederländerin Jan Ruff O’Herne, die im selben Bordell wie Ellen van der Ploeg gewesen war, brach als erste westliche Frau das Schweigen. Auch Ellen van der Ploeg ging schließlich an die Öffentlichkeit. Sie sagte vor den Vereinten Nationen, verschiedenen Menschenrechtsorganisationen und 1994 in Japan selbst aus. Zusammen mit dem Journalisten Jos Goos verfasste sie 1995 ein Buch über ihre Kriegserlebnisse.
Bis ins hohe Alter kämpfte van der Ploeg erfolglos dafür, eine persönliche Entschuldigung von der japanischen Regierung zu erhalten. Eine Entschädigung aus einem privaten Fonds akzeptierte sie nicht, da diese nicht von der japanischen Regierung stamme, die schließlich verantwortlich sei. 2009 führte sie ein Interview mit den Journalisten Sylvia Yu Friedman und Matthew Friedman. Friedman beschrieb sie in ihren Aufzeichnungen nicht nur als „mutig“ und „unbezwingbar“, auch verfüge sie über einen geradezu „bösartigen Humor“.
Nach ihrer Pensionierung zog Ellen van der Ploeg nach Terneuzen und später in ein Projekt für niederländische Indonesier in Houten. Am 6. Februar 2013 starb sie im Alter von 90 Jahren in einem Pflegeheim in Oss.

## Publikation
- Mit Jos Goos: Gevoelloos op bevel ervaringen in Jappenkampen. Spectrum, 2017, ISBN 978-90-274-4347-2.